# ينغجة ملا محمد حسن (غربي أردبيل)
ینغجة ملا محمد حسن (بالفارسية: ینگجه ملامحمدحسن) هي قرية تقع في إيران في أردبيل. يقدر عدد سكانها بـ 616 نسمة بحسب إحصاء 2016.